# Chiesa di San Giovanni Battista (Castelfranco Emilia)
La chiesa di San Giovanni Battista è la parrocchiale di Gaggio di Piano, frazione di Castelfranco Emilia, nella provincia di Modena. Appartiene al vicariato di Persiceto – Castelfranco dell'arcidiocesi di Bologna e risale al XVIII secolo.

## Storia
La storia del primo luogo di culto a Gaggio di Piano iniziò durante le fasi finali dell'impero carolingio, attorno al IX secolo, e in quel momento venne citato come inserito nell'area soggetta all'abbazia di Nonantola, anche se l'intera zona apparteneva al territorio modenese, e successivamente legato alla diocesi bolognese. Durante il XVI, il XVII e il XVIII secolo la parrocchia risultava in possesso di regolari registri per le nascite e i battesimi, per i morti e per i matrimoni.
Senza la possibilità di avere informazioni più dettagliate e precise risulta che nell'ultimo decennio del XVIII secolo la chiesa si trovava in cattive condizioni, anche se strutturalmente era dotata di parti pregevoli come l'altare maggiore e la balaustra presbiteriale entrambi in marmo.
Nella seconda metà del XIX secolo l'intero edificio fu oggetto di una ricostruzione quasi completa. L'unica parte storica originale nell'edificio moderno è la cappella laterale maggiore.

## Descrizione

### Esterni
Il prospetto principale si presenta suddiviso in due ordini sovrapposti sormontati dal grande frontone trianglare. Escludendo le due ali laterali dell'ordine inferiore si ha una facciata a capanna incorniciata da due coppie di paraste con capitelli dorici di altezza maggiore nell'ordine inferiore. Il portale è architravato e sovrastato dall'epigrafe col la frase: "PREPARATE LA VIA DEL SIGNORE". In asse, sulla parte superiore, si trova il bassorilievo in cotto di forma rettangolare. Le parti laterali e di altezza minore corrispondono alle cappelle interne.
La torre campanaria si trova in posizione arretrata sul lato sinistro della struttura. La cella campanaria a pianta tradizionale quadrata, si apre con quattro finestre a monofora e la copertura presenta la guglia a base ottagonale con pinnacoli ai quattro lati.

### Interni
Alla sala si accede attraverso la bussola posta all'interno del portale maggiore. La navata è unica e ampliate da quattro cappelle laterali, due per ogni lato della sala, unite tra loro da aperture. Sopra le cappelle si trovano due balconate che si affacciano sulla sala e con balaustra marmorea. Le pareti e le volte sono riccamente decorate. Attraverso l'arco santo si sale alla zona presbiteriale, leggermente rialzata. Al centro dell'arco si trova sospeso il Crocifisso che sovrasta l'altare maggiore marmoreo.